# Транзитивне моделювання
Транзитивне моделювання - це використання моделі для прогнозування переходу від ламінарних та турбулентних потоків в рідині та їх вплив на загальне рішення. Складність і нерозуміння підкреслюючи фізики проблем робить моделювання взаємодії ламінарного і турбулентного потоку складним і сильно залежним від конкретних умов. Перехід має широкий спектр параметрів турбулентності доступних для більшості CFD застосуваннь з наступних причин. Перехід включає в себе широкий діапазон масштабів, в якому енергія і передача імпульсу є під сильним впливом інерційних або нелінійних ефектів, які є унікальними для моделювання. Перехід також відбувається за допомогою різних способів, де моделювання всіх параметрів є складним. Більшість CFD код використовує RANS, де усереднення усуває лінійне збурення.

## Часто використовувані моделі
Нижче наведено список транзитивних моделей, які часто використовують у сучасних інженерних застосунках.
- Теорія стабільного підходу
- Транспортна уривчастість
- Метод ламінарного коливання енергії
- Пряме чисельне моделювання
- Моделювання завихення
- Гамма-Re модель транзакції